# Malimbus scutatus
Malimbo-de-cauda-vermelha ou malimbe-de-crisso-vermelho (Malimbus scutatus) é uma espécie de ave da família Ploceidae.
Pode ser encontrada nos seguintes países: Benin, Camarões, Costa do Marfim, Gana, Guiné, Libéria, Nigéria, Serra Leoa e Togo.
Os seus habitats naturais são: pântanos subtropicais ou tropicais.